# 경동제약
경동제약주식회사(京東製藥株式會社, 영어: KyungDong Pharmaceutical Company)는 1975년 9월 혈압강하제 등 치료제 전문제조업체로 출발한 대한민국의 의약품 제조회사다. 끊임없는 연구개발을 통해 수입에 의존하던 다수 의약품의 합성법과 신제형 개발로 막대한 금액의 수입대체 효과를 거두는 한편 순수 국내 기술로 우수의약품을 생산 공급하고 있다. 현재 경동제약의 특허는 28건, 해외 20건 등 48건(출원 5건 별도)에 이르며, 일본을 비롯한 수출 시장 다변화로 꾸준히 수출시장을 개척해온 결과 2013년에는 $10,400천불의 획기적인 수출 실적을 달성하여 무역협회로부터 「천만불 수출의 탑」 을 수상한 바 있다. 본사는 서울특별시 관악구 봉천동에, 공장은 경기도 화성시 양감면에 위치해 있으며 코스닥에 등록되어있다.

## 회사 연혁
- 1975년: 유일상사 창업 및 설립
- 1976년: 경동제약주식회사로 사명 및 상호변경, 부평공장 신관 완공
- 1984년: 중소기업진흥공단 중소기업근대화 실천사업 승인
- 1986년: 증권거래소 유가증권 발행 법인 등록, 사옥 신축 및 서울사무소 이전
- 1987년: GMP공장 준공 및 이전 (경기도 화성군 (현, 경기도 화성시))
- 1988년: 부설 중앙 연구소 설립
- 1991년: KGMP(우수의약품 제조관리 기준) 실시 적격업소 승인
- 1992년: 사보 [건강과 행복] 발행, 증권거래소 (현, 한국증궝거래소) 주식장외시장 등록
- 1993년: GMP공장동 증축 및 연수동, 합성동 신축
- 1996년: 공장 창고동 준공
- 1997년: 류덕희 대표이사 회장 취임, [경동제약 20년사] 발간, GMP 공장내 원료합성공장 기공, 류덕희 회장 제25회 보건의 날 국민훈장 동백장 수훈, GMP 공장내 합성연구동 준공
- 1999년: Y2K인증 획득
- 2000년: 제2합성공장 및 KGMP 공장 증축 준공, HNF(건강과 미래)와 업무제휴, 파마시아업존사(P&U)와 태평양 지역 수출 MOU체결, 창립 25주년 기념, 류덕희 회장 "자랑스러운 가톨릭 실업인상" 수상
- 2001년: 합성공장 BGMP 인증획득(식풍의약품안전청), 류덕희 회장 명예경영학박사 학위취득 (성균관대학교)
- 2006년: EU GMP 공장 준공
- 2008년: 개량신약 1호 비만치료제 '실루민' 발매
- 2009년: 봉천동 신사옥 입주식, 매출 1천억원 달성, 개량신약 2호 항혈전제 '인히플라트 정' 발매
- 2010년: 류덕희 회장 한국제약협회 제8대 이사장 취임, 이병석 대표이사 사장 취임
- 2011년: 류기성 대표이사 부사장 취임, API-CGMP동 준공
- 2013년: 스마트물류동 준공식
- 2014년: 류기성 부회장, 이병석 부회장, 남기철 사장 취임
- 2016년: 이병석 부회장 퇴임.
- 2017년: 남기철 사장 퇴임.
- 2021년: 류덕희 회장 퇴임. (류기성 부회장 단독대표이사)
- 2022년: 김경훈 대표이사 취임(류기성 부회장 각자대표)

### 수상 및 선정
- 1984년: 북인천 세무서 성실납세 표창 수상
- 1985년: 중소기업진흥공단 유망중소기업 선정
- 1995년: 중소기업은행 우량중소기업 선정
- 1996년: 재정경제원장관 표창 수상, 한국산업은행 한마음 으뜸고객 선정, 경기도지사 표창 수상
- 1997년: 국민훈장 동백장 수훈
- 1998년: 98 유망중소기업 선정, 노동부, 98 노사협력 우량기업 선정
- 1999년: 99 중소기업 수출기업화사업 대상기업 선정
- 2001년: 백만불 수출의 탑 수상
- 2002년: 분석정도관리부문 최우수업체 선정
- 2003년: 금탑 산업훈장 수훈, 제17회 약의 날 보건복지부 장관, 식품의약품안전청장 표창
- 2004년: 석탑산업훈장 수훈, 제7회 전문경영인대상 첨단제약부문 대상수상
- 2006년: 부총리겸 재정경제부장관 표창 수상
- 2007년: 삼백만불 수출의 탑 수상
- 2008년: 중소기업인 명예의 전당 헌정
- 2009년: 대한민국 코스닥대상(최우수사회공헌부문) 수상
- 2011년: 오백만불 수출의 탑 수상
- 2012년: 교황청 성 십자가 훈장 수훈, 대한경영학회 2012년 경영자대상 수상
- 2013년: 천만불 수출의 탑 수상
- 2014년: 이천만불 수출의 탑 수상
- 2015년: 지방세 성실 납세자 선정(경기도)
- 2018년: 2018년 대한민국광고대상 수상
- 2019년: Best Business Leader상 수상

## 생산 제품
제품 이름의 바로가기 링크가 있다. 아래의 의약품은 식품의약품안전처 승인기준이다.

### 간장용제[깨진 링크(과거 내용 찾기)]
- 리헬 정 - 만성 지속성 간염 치료제

### 경구용 혈당강하제[깨진 링크(과거 내용 찾기)]
- 가바펜 캡슐 - 신경병증성 통증/뇌전증 치료제
- 글리민 정 - 경구용 혈당강하제
- 다이미트 정 - 제2형 당뇨병 환자의 치료제
- 바이오론 프라임 주사제 - 고점탄성, 고순도의 안과수술보조제
- 바이오론 주사제 - 고점탄성, 고순도의 안과수술보조제
- 비타프란 주사제 - 비타민 B1 결핍증의 예방 및 치료제
- 알로스칸 정 - 남성형 탈모 치료제
- 트리칼 연질 캡슐 - 최종 활성형 비타민 D3, 골다공증 치료제
- 픽토스 정 - 제2형 당뇨병 환자 보조치료제로

### 근이완제[깨진 링크(과거 내용 찾기)]
- 갈란 주사제 - 비탈분극성 근육이완제
- 메토카르바몰 정 - 중추성 골격근 이완제
- 에펜 정 - 경구용 근이완제

### 비뇨기계용제[깨진 링크(과거 내용 찾기)]
- 유로날 서방 정 - 양성전립선비대증 치료제
- 유로스칸 정 - 양성전립선비대증 치료제
- 카르딜 정 - 배뇨장애 개선제
- 텔로딘 정 - 과민성 방광 치료제

### 비만치료제[깨진 링크(과거 내용 찾기)]
- 실루민®캡슐 - 비만치료제
- 실루민®캡슐 - 비만치료제

### 소화기관용제[깨진 링크(과거 내용 찾기)]
- 라프졸 정 - 위궤양/십이지장궤양/역류성식도염치료제
- 레바미드 정 - 소화성궤양용제
- 레보프렌 정 - 스트레스성 소화불량에 효과적인 위장관운동 개선제
- 리메린 주사제 - 부작용 적은 항콜린성 진경제
- 리메린 캅셀 - 항콜린성 진경제
- 마이비오 캅셀 - 장내 이상질환 치료제
- 아베날 정 - 이담소화제
- 자니틴 정 - H2 차단제
- 자니틴 캅셀 - H2 차단제
- 자니틴 정 - 위산과다·속쓰림 예방
- 타론 정 - 위장관운동정상화제, 과민성대장증후군
- 타론 주사제 - 진경진통제
- 타론 캅셀 위장관운동 정상화제, 과민성대장증후군

### 순환기계용제[깨진 링크(과거 내용 찾기)]
- 로사졸 정 - 항혈소판작용과 혈관확장작용을 동시에 갖은 말초혈류장애치료제
- 쎌틱연질 캅셀 - 종합영양제
- 아트로반 정 - 고지혈증치료제
- 인히플라 정 - 항혈소판제
- 헤다크 캅셀 - 편두통, 현운 치료제

### 외용제[깨진 링크(과거 내용 찾기)]
- 에크로바 크림 - 단순포진 및 수두·대상포진 바이러스 치료제

### 정신신경용제[깨진 링크(과거 내용 찾기)]
- 뉴로세틸 정 - 치매 및 뇌기능 개선제
- 루세틴 캅셀 - SSRI계 항우울제
- 메빅스 정 - 알쯔하이머형 치매 치료제
- 토핌 정 - 비습관성 2,3 -benzodiazepine 계 신경안정제

### 항생제/화학요법제[깨진 링크(과거 내용 찾기)]
- 레폭신 정 - 광범위 항균제
- 록스린 정 - 반합성 매크롤라이드계 항생제
- 세파클린 서방 정 - 세파클러의 개선된 제형
- 세파클린 캡슐 - 제2세대 경구용 세팔로스포린계 항생제
- 세프티손 주사제 - 제3세대 세팔로스포린계 항생제
- 쎄록신 주사제 - 제2세대 세팔로스포린계 항생제
- 알파세프 주사제 - 제3세대 세팔로스포린계 항생제
- 에크로바 정 - 단순포진 및 수두·대상포진 바이러스 치료제
- 에크로바 정
- 에크로바 주사제 - 단순포진 및 수두·대상포진 바이러스 치료제
- 케플록신 정 - 광범위 뉴퀴놀론계 화학요법제
- 터빈 정 - 살진균성 항진균제
- 파이로신 정 - 광범위 마크로라이드계 항생제
- 팜크로바 정 - 항바이러스제

### 항알러지제[깨진 링크(과거 내용 찾기)]
- 스타리진 정 - 제3세대 항히스타민제
- 아젤라 정 - 천식 및 알레르기성 질환 치료제

### 해열진통소염제[깨진 링크(과거 내용 찾기)]
- 그날엔 정
- 그날엔 큐 삼중정
- 그날엔 콜드 연질캡슐
- 그날엔 코프 에스 연질캡슐
- 그날엔 노즈 연질캡슐
- 록소날 정 - 진통, 소염, 해열제
- 메가스펜 정 - 진통제
- 메술란 정 - 비스테로이드성 해열,진통,소염제
- 멜릭스 캡슐 - 골·류마티스관절염 치료제
- 아스펜에스 정 - 해열, 진통제
- 에이서 정 - 소염진통제
- 에이서 캡슐
- 캄펙스 주사제 - 급만성 통증 비마약성 진통제
- 케토란 주사제 - 비마약성 진통제
- 프로나비 정 - 소염효소제
- 하이페낙 주사제 - 수술 후 동통, 간 및 간산통 등

### 혈압강하제[깨진 링크(과거 내용 찾기)]
- 디로핀지속 정 - CCB계 혈압강하제
- 디로핀지속 정 2.5 mg - 칼슘길항제
- 라미릴 정 - 혈압강하제
- 로사타 정 - ARB계 혈압강하제
- 로사타플러스에프 정 - 복합 고혈압치료제
- 실라프릴 정 - 혈압강하제
- 아테놀 정 - β1-수용체 차단제
- 알프린 정 - 저해제
- 카딜란 정 - 제3세대 베타차단제
- 카딜란 정 12.5 mg - 제3세대 베타차단제
- 카르딜 정 2 mg - 고혈압, 배뇨장애, 지질대사개선 작용을 지닌 α1-수용체 차단제

### 호흡기계용제[깨진 링크(과거 내용 찾기)]
- 아젤라 정 - 천식 및 알레르기성 질환 치료제
- 엘도랄 정 - 진해거담제
- 옥스필린 정 - 기관지 확장제
- 헤스필 정 - 기침, 기관지천식 치료제

### 원료의약품[깨진 링크(과거 내용 찾기)]
- 구연산모사프리드 - 기능성 소화불량 치료제
- 니자티딘 - H2 차단제
- 라미부딘 - 항바이러스제
- 레바미피드 - 염증억제형 위염·위궤양 치료제
- 레보설피리드 - 위장관운동 개선제
- 로자탄칼륨 - ARB계 혈압강하제
- 메실산독사조신 - α1-수용체 차단제
- 메트포르민염산염 - 당뇨병치료제
- 멜록시캄 - 골·류마티스관절염 치료제
- 모니플루메이트 - 소염진통제
- 실로스타졸 - 말초혈류장애 치료제
- 아세클로페낙 - 소염진통제
- 알리벤돌 - 이담소화제
- 에르도스테인 - 진해거담제
- 염산디페메린 - 항콜린성 진경진통제
- 염산레보세티리진 - 항히스타민제
- 염산이토프리드 - 기능성 소화불량 치료제
- 염산티로프라미드 - 위장관운동 정상화제
- 염산피오글리타존 - 경구용 혈당강하제
- 이베사탄 - 안지오텐신 II 수용체 길항제
- 캄실산클로피도그렐 - 항혈소판제
- 팜시클로버 - 항바이러스제
- 황산수소클로피도그렐 - 항혈소판제
- 황산시부트라민 - 비만치료제
- 히드로클로로치아짓 - 이뇨제

## 본점 및 지점 현황
- 본점: 서울특별시 관악구 남부순환로 1926 (봉천동, 경동제약빌딩)
- 양감공장: 경기도 화성시 양감면 제약단지로 224-3
- 발안공장: 경기도 화성시 향남읍 발안공단로2길 15